# Toxorhina (Toxorhina) producta
Toxorhina (Toxorhina) producta is een tweevleugelige uit de familie steltmuggen (Limoniidae). De soort komt voor in het Oriëntaals gebied.